# Friedrich Wilhelm von Mauvillon
Friedrich Wilhelm von Mauvillon (* 30. April 1774 in Braunschweig; † 29. Juni 1851 in Kleve) war ein preußischer Offizier, Schriftsteller und Schachspieler.

## Leben
Friedrich Wilhelm von Mauvillon war der Sohn des Jakob de Mauvillon, Offizier und Militärschriftsteller und dessen Ehefrau Marie Luise Scipio (* 7. August 1750 in Mengeringhausen; † unbekannt). Sein Großvater Eleazar de Mauvillon (* 15. Juli 1712 in Tarascon; † 26. April 1779 in Braunschweig) lebte im französischen unteren Rhonegebiet und war Angehöriger des augsburgischen Glaubensbekenntnisses. Weil er sich wegen seines Glaubens bedrängt fühlte, zog er anfangs nach Dresden an den Hof von August III., König von Polen und Kurfürst von Sachsen und war dort dessen Privatsekretär, dann siedelte er nach Leipzig über und gab französische Werke heraus, bevor er nach Braunschweig zog, um dort am Collegium Karolinum die französische Sprache zu lehren. Seine Schwester war:
- Friederike Wilhelmine von Mauvillon (* 1781 in Kassel; † 7. November 1862), verheiratet mit Johann Balthasar Stutzer (1754–1821), Oberst in Braunschweig.

Sein Vater, der den größten Teil seines Lebens in Braunschweig verbrachte, war der Lehrer des Fürsten Karl I. von Braunschweig-Wolfenbüttel und mit diesem befreundet. Er wurde Oberstleutnant und Chef des Ingenieurkorps und verfasste zahlreiche schriftstellerische Werke.
In der Jugendzeit von Friedrich Wilhelm von Mauvillon hielt sich Gabriel de Riqueti, comte de Mirabeau bei seinem Vater auf und verfasste mit diesem gemeinsam zahlreiche Schriftwerke. Aufgrund der vielseitigen Kenntnisse seines Vaters, der ihn auch ausbildete, wurden Prinzen des herzoglichen Hauses sowie Söhne mehrerer Fürsten aus anderen Ländern zur Ausbildung in den höheren Wissenschaften und Kriegslehren zu seinem Vater gesendet, so kam auch der Prinz Wilhelm V. von Oranien nach Braunschweig; dieser schenkte Friedrich Wilhelm von Mauvillon ein Leutnantspatent und zog ihn in holländische Dienste. Er durchlief hauptsächlich die Ausbildung in der Artillerie und erhielt im Alter von 30 Jahren den Rang eines Obersts.
1803 sollte er nach Batavia in Niederländisch-Indien segeln und dort als General den Oberbefehl der dortigen holländischen Armee übernehmen. Auf der Hinreise wurden in Nordamerika Mannschaften und Vorräte gesammelt, allerdings wurde er aufgrund der politischen Entwicklung in Europa nach Holland zurückgerufen und als Divisionschef dem Kriegsministerium unterstellt. In dieser Stellung blieb er, bis König Jérôme Bonaparte ihn, als geborenen Untertanen, in seine Dienste im Königreich Westphalen berief, so dass er nach Kassel zurückkehrte. Er verblieb in dessen Diensten bis zum Ende seiner Herrschaft, dann wandte er sich 1813 an den preußischen König Friedrich Wilhelm IV. und bat diesen um Aufnahme in die preußische Armee. Er wurde Chef der Adjutantur des preußisch-sächsischen Armeekorps und nahm an den Feldzügen des Befreiungskrieges in mehreren Schlachten teil; er führte das 1813 aus Freiwilligen gebildete Bergische Jägerbataillon in das Innere von Frankreich und verblieb während der Okkupationszeit als königlich-preußischer Oberst Kommandant des Maasdepartements in den Festungen Charleville und Mézières.
Nach seiner Rückkehr nach Deutschland wurde ihm als Landwehrbezirkskommandeur das Kommando der Stadt und des Bezirkes Heiligenstadt übertragen, das er bis zu seinem Ausscheiden aus dem stehenden Dienst 1822 ausübte.
Friedrich Wilhelm von Mauvillon war seit 1797 mit einer Holländerin verheiratet, mit der er 1827 nach Kleve zog. Gemeinsam hatten sie mehrere Kinder, allerdings überlebte ihn lediglich seine jüngste Tochter.

### Schachspiel
Friedrich Wilhelm von Mauvillon war ein leidenschaftlicher Schachspieler und verfasste auch mehrere Werke hierzu. 1804 fand die älteste bekannte Partie Fernschach zwischen den Städten Den Haag (Oberstleutnant Friedrich Wilhelm von Mauvillon) und Breda (Offizier, Name nicht bekannt) statt.

### Schriftstellerisches Wirken
Friedrich Wilhelm von Mauvillon gab viele Schriften heraus, die sich mit militärischen Themen, aber auch mit Anleitungen und Beispielen für Schachspiele beschäftigten, diese übersetzte er in fremde Sprachen. Er veröffentlichte mehrere Bände niederländischer Gedichte, die er ins Deutsche übertrug. Weiterhin gab er eine Reihe politischer Schriften über die inneren und äußeren Verhältnisse des niederländischen Staates heraus.
Er unterhielt einen umfangreichen Briefwechsel mit Gelehrten in London, Stockholm und Odessa.
Von Mauvillon war der Herausgeber der Militärischen Blätter, für deren Herausgabe er von Heiligenstadt nach Essen übersiedelte.

## Freimaurerei
Friedrich Wilhelm von Mauvillon war Angehöriger der Freimaurer.

## Auszeichnungen
Für seine Veröffentlichungen niederländischer Gedichte erhielt er vom niederländischen König eine Gedenkmünze.

## Schriften (Auswahl)
- Mauvillons Briefwechsel, oder Briefe von verschiedenen Gelehrten an den Obristlieutenant Jakob Mauvillon. Braunschweig 1801.
- Oud Pruyssisch officier, Een Pseud. van Rudolf Wilhelm von Kaltenborn; Wintershoven; Friedrich Wilhelm von Mauvillon; Groot, Johannes de: De militaire Sophron aan zyne jonge onervarene cameraden, of Verstandige lessen en regelen voor jonge officieren. Den Haag: Wed. J. de Groot en zoonen, 1805.
- Friedrich Wilhelm von Mauvillon; J. D. Doorman; Holtrop, Willem (Amsterdam): Aanmerkingen over de rijdende artillerie, derzelver organisatie, gebruik en tacticq. W. Holtrop, Amsterdam 1805.
- Friedrich Meinert; Friedrich Wilhelm von Mauvillon; J. D. Doorman; Holtrop, Willem (Amsterdam): Verhandeling over de onontbeerlijkste krijgsbouw-werken, of Betoog van het nut en de noodzakelijkheid van geoefende kennis en dadelijke geschiktheid tot de uitvoering van alle zoodanige werkzaamheden, die zoo wel bij den aanleg en opbouw van veld-verschansingen, als tot den aanval en de verdediging van deze of van vestingen voorkomen: voor officieren in het algemeen, doch in het bijzonder voor die van de Infanterie. W. Holtrop, Amsterdam 1805.
- Ueber meine Dienstentsetzung und deren eigentliche Gründe. Maurer, Berlin 1813.
- Militairische Blätter. Ein Zeitschrift. Herausgegeben von F. W. von Mauvillon. Jahrg. 1–7 (hier Band 2). Essen/Duisburg 1820–1826.
- Reise eines deutschen Artillerieoffiziers nach Griechenland und Aufenthalt daselbst von August 1822 bis Juli 1823. Bädeker, Essen 1824.
- Anweisung zur Erlernung des Schach-Spiels: mit besonderer Rücksicht auf diejenigen, denen das Spiel durchaus unbekannt. Bädeker, Essen 1827.
- Friedrich Wilhelm von Mauvillon, Jan de Quack: Handleiding tot het leeren van het Schaakspel, naar het Hoogduitsch von den Heer F. W. von Mauvillon. Door J. de Quack. Met het portret van E. Stein. Rotterdam 1828–1830.
- Ueber die Leitung des Einquartierungs-Wesens in Kriegszeiten nach festen und billigen Grundsätzen: ein Handbuch für die mit diesem Geschäft beauftragen Militair- und Civil-Beamten. Essen 1829.
- Friedrich Wilhelm von Mauvillon; Johannes Immerzeel jr.: Brieven van Friedrich Wilhelm von Mauvillon (1774–1851), letterkundige, geschreven aan Johannes Immerzeel jr. (1776-1841). Kleef, 1829–1830.
- Die während der Jahre 1824 bis 1828 von den Londoner und Edinburger Schachklubs gespielten fünf Schachpartien. Bädeker, Essen 1829.
- Belehrende Unterhaltung für junge angehende Schachspieler. Bädeker, Essen 1831.
- Versuch, einige der vorzüglichsten niederländischen Gedichte ins Deutsche zu übertragen. Cleve, 1835.
- Auswahl niederländischer Gedichte 1. Bädeker, Essen 1836.
- Hiëronymus van Alphen; Friedrich Wilhelm von Mauvillon: Kleine Gedichte für Kinder des zarteren Alters. G. Bädeker, Essen; Adolph Bädeker, Rotterdam 1837.
- Auswahl niederländischer Gedichte 2. Bädeker, Essen 1839.
- Auswahl niederländischer Gedichte 3. Bädeker, Essen 1841.
- Johannes Immerzeel jr.; Willem Bilderdijk; Friedrich Wilhelm von Mauvillon: Epigramme. G. D. Bädeker, Essen; Adolph Bädeker, Rotterdam 1841.
- A. Bogaers; Friedrich Wilhelm von Mauvillon: Heemskerk's Seezug nach Gibraltar: Gedicht. Adolph Baedeker, Rotterdam 1842.
- Niederland, was es war, ist, werden wird oder kann. Zweite Auflage, nachgesehen, und mit erläuternden und berichtigenden Anmerkungen versehen von F. W. von Mauvillon. Wesel, Leipzig 1844.
- De Koopmansgeest In Nederland Eene Bijdrage Tot: Nederland Wat Het Was, Is En Worden Zal Of Kan. Otto, Amsterdam 1845.
- Wenken, betreffende de herziening der Grondwet: eene bijdrage tot de Nederduitsche vertaling van Nederland zoo als het was, is, en worden zal of kan. Otto, Amsterdam 1845.
- Wat heeft Nederland noodig? of: Het voorstel tot herziening der grondwet van de heeren Thorbecke, Luzac, enz. getoetst aan den geest des tijds. Amsterdam, 1846.
- De oppositie en hare organen in Nederland. Gouda: Van Goor, 1847.
- F. van Gheel Gildemeester; Theod. Corn. van Gheel Gildemeester; Friedrich Wilhelm von Mauvillon: Reis naar Algiers, en verblijf bij het Fransche leger in 1845. Van Goor, Gouda 1847.
- Leerzame tijdkorting voor meer- en mingevorderde schaakspelers. Bestaande in honderd uitgezochte stellingen, waarmede het spel bij den voorzet te winnen is. J. C. van Kesteren, Amsterdam 1849.